# Charles Charras
Charles Charras (Saint-Étienne, 28 de julho de 1920 – Xangai, 3 de novembro de 2010) foi um ator e poeta francês.

## Filmografia
- 1936 : La Vie est à nous
- 1965 : Les Pieds dans le plâtre : Bolozon
- 1966 : La Sentinelle endormie : Saint-Breuil
- 1971 : La Coqueluche : Abel Turgan
- 1972 : Les Malheurs d'Alfred
- 1976 : Le Corps de mon ennemi
- 1978 : On peut le dire sans se fâcher
- 1980 : C'est encore loin l'Amérique?
- 1987 : Le Journal d'un fou
- 1989 : La Folle Journée ou Le mariage de Figaro
- 2004 : Une petite note d'humanité